# 서울연극제
서울연극제는 대한민국의 연극제이다. 창작극 공연으로 한국극 발전을 도모한다. 1977년 창설된 대한민국 연극제의 주최권이 1987년 민간단체 연극협회로 넘어오면서 명칭이 서울연극제로 바뀌었다. 참가작품은 공연되지 않은 창작극에 한정된다.